# 城ヶ平山
城ヶ平山（しろがたいらやま、じょうがだいらやま）は、富山県中新川郡上市町にある山。標高は446.3m。
富山県登山連盟の富山の百山の一つ。

## 概要
大岩不動の北東にある山で、「茗荷谷山」という別名がある。東西両面は険しい谷で、山上には中世戦国時代に土肥弓庄城主の奥城が築かれたとされる。平らな山頂からは新川平野や富山湾、能登半島の他、立山連峰などが見える。

## 生態
エンレイソウや尾根沿いに椿が自生する。

## 登山
大岩バス停からの標識付き遊歩道があり、約1時間で山頂にいける。また、浅生集落にある「おおかみこどもの花の家」の近くにも登山口があり、細道（正男新道）が繋がっている。